# Elizabeth Roemer
Elizabeth Roemer (4 de septiembre de 1929 - 8 de abril de 2016) fue una astrónoma estadounidense especializada en el estudio de los cometas y asteroides.
En 1946 ganó el Science Talent Search.
Es Doctor en física por la Universidad de California -Bekerley (1955) y profesora emérita en la Universidad de Arizona.

## Descubrimientos
Descubrió los asteroides (1930) Lucifer (en 1964) y (1983) Bok (1975). Además, tomó un extenso conjunto de placas fotográficas de cometas a lo largo de 25 años, intentando conseguir datos consistente para medir la magnitud del núcleo de los cometas.
En 1975, fue codescubridora junto con Charles T. Kowal de una luna de Júpiter, Temisto.

## Reconocimientos
El asteroide (1657) Roemera fue así denominado en su honor.